# Jesper Hansen (fodboldspiller, født 1985)
 Der er flere personer med dette navn, se Jesper Hansen.
Jesper Hansen (født 31. marts 1985) er en dansk professionel fodboldspiller, der spiller for AGF i Superligaen.

## Klubkarriere

### FC Nordsjælland
Jesper Hansen blev indlemmet i FC Nordsjællands førsteholdtrup i 2003 efter at have optrådt på klubbens ungdomshold.
I 2005 blev Jesper Hansen udlejet til 1. divisionsklubben Ølstykke, hvor han også spillede som ungdomsspiller. Efter et succesfuldt lejeophold, hvor han blandt andet var med til at redde klubben fra nedrykning til 2. division blev Hansen i november 2005 hentet tilbage til FC Nordsjælland, hvor skulle være reserve for Kim Christensen.
Da Kim Christensen blev solgt til IFK Göteborg i vinteren 2007 var Jesper Hansen det nye førstevalg som målmand. I marts 2008 hvor Jesper Hansen var kørt i stilling som førstevalg i FC Nordsjælland hentede klubben Theis F. Rasmussen. Mange folk troede, at Jesper Hansen endnu en gang ville se sig selv som en erstatning, men Theis F. Rasmussen havde aldrig formået at blive regelmæssig god nok, og derfor forblev Jesper Hansen stadig første valg som målmand.
I sæsonen 2011/12 var Hansen med til at vinde det danske mesterskab med FC Nordsjælland, hvorefter han var med til at spille Champions League med klubben.

### Evian
Jesper Hansen skiftede i august 2013 til fransk Evian. Her spillede han, til han i sommeren 2015 fik kontrakt med Bastia som ligeledes spillede i den bedste franske række.

### SC Bastia
Han skrev den 8. august 2015 under på en kontrakt med SC Bastia.

### Lyngby Boldklub
I sæsonen 2016-17 er Jesper Hansen at finde på Lyngby BK's mandskab, der i sin første sæson som oprykker fra 1. division sensationelt vinder bronzemedaljer. En stor del af æren for Lyngbys første sølvtøj i den fineste danske fodboldrække i 25 år, tildeles målmanden og holdets anker Jesper Hansen, da holdet noteres for 15 clean sheets i sæsonen. Med det det flotte resultat sikrer Lyngby sig internationale kvalifikationskampe til Europa League. For sine præstationer i september 2016 bliver han kåret som månedens Superligaspiller efter at have holdt nullet i fire ud af månedens fem kampe.

### FC Midtjylland
Den 24. juni 2017 købte FC Midtjylland Jesper Hansen i Lyngby Boldklub.

### AGF
Den 17. juni 2021 blev han præsenteret i AGF. Her skrev han under på en to-årig kontrakt. Den 30. april 2023 blev en et-årig kontraktforlængelse præsenteret efter en udesejr over FC Nordsjælland.

## Landsholdskarriere
Jesper Hansen blev første gang udtaget til Ligalandsholdet i december 2011, hvor det blev til to kampe på holdets træningtur til Thailand.
Han blev første gang udtaget til A-landsholdet i oktober 2012 efter at Kasper Schmeichel meldte afbud til VM-kvalifikationskampene mod Bulgarien og Italien. Det blev dog ikke til spilletid for Hansen, der var med som reserve for Stephan Andersen og Anders Lindegaard.

## Titler

### Klub

#### FC Nordsjælland
- Superligaen: 2011-12
- Pokalturneringen: 2010 og 2011

#### FC Midtjylland
- Superligaen: 2017-18 og 2019-20

- DBU Pokalen 2018-19

### Individuelt
- Månedens Superligaspiller: september 2016,[11] maj 2018[16]